# Karl Koller (general)
Karl Koller (22 de fevereiro de 1898 - 22 de dezembro de 1951) foi um militar alemão, General e Chefe do Estado Maior da Alemanha Nazista da Luftwaffe durante a Segunda Guerra Mundial.

## Biografia
Koller nasceu em Glonn, na Baviera, em 1898. Alistou-se no exército em 1914 e, após o serviço de infantaria, transferiu-se para a aviação. Concluiu o treinamento de piloto em 1916, voou em esquadrões de observação e caça e foi capturado pelos britânicos em maio de 1918. Após sua libertação em 1919, serviu em várias funções policiais e ingressou na Luftwaffe (a força aérea alemã) em 1935. Oficial exemplar, graduou-se como orador da turma na Academia de Guerra Aérea em 1936.
Durante a Segunda Guerra Mundial, o general Karl Koller destacou-se como um dos principais oficiais da Luftwaffe. Sua trajetória ganhou maior relevância nos últimos meses do conflito, quando assumiu o cargo de Chefe do Estado-Maior da força aérea alemã, em novembro de 1944, substituindo Werner Kreipe. Nessa posição, Koller enfrentou enormes desafios, já que a Luftwaffe estava em franca decadência, superada pela esmagadora superioridade aérea dos Aliados e pela escassez de combustível, aeronaves e pilotos experientes. Apesar das dificuldades, ele manteve-se no comando até o colapso final do regime nazista.
Um dos momentos mais significativos de sua atuação ocorreu nos últimos dias da guerra, quando esteve presente no Führerbunker, em Berlim. Ali, testemunhou de perto a desintegração do alto comando alemão e os dramáticos episódios que marcaram o fim do Terceiro Reich. Seu diário, escrito nesse período, tornou-se uma fonte histórica valiosa, registrando detalhes sobre as decisões de Hitler, a queda de Hermann Göring e o clima de caos que dominava o bunker. Koller também esteve envolvido no conflito entre Göring e Adolf Hitler, quando o líder da Luftwaffe tentou assumir o controle do governo nazista em abril de 1945. Hitler, interpretando isso como traição, ordenou a prisão de Göring, e Koller foi uma das figuras que testemunharam esse episódio crítico.
Após a rendição da Alemanha, Koller foi capturado pelos Aliados e interrogado, fornecendo informações importantes sobre os últimos dias da guerra. Libertado após alguns anos, ele publicou suas memórias no livro "Der letzte Monat" ("O Último Mês"), que se tornou uma obra de referência para entender o colapso do regime nazista. Suas anotações e relatos continuam sendo estudados por historiadores como um registro único daqueles dias turbulentos.
Ele faleceu em 1951, na Alemanha Ocidental.